# 2375 Radek
2375 Radek este un asteroid din centura principală, descoperit pe 8 ianuarie 1975 de Luboš Kohoutek.